# جايزان
جايزان هي مدينة إيرانية تقع في قسم جايزان من مقاطعة اميديه في محافظة خوزستان. حسب إحصاءات المركز الرسمي للإحصاءات الإيرانية في 2006 كان يسكن جايزان 1,953 شخص.